# Ада (град)
Ада је градско насеље у Србији и седиште истоимене општине у Севернобанатском управном округу, иако се географски налази у Бачкој, односно на десној обали реке Тисе. Претходни назив места је био Острово (на Тиси). Према попису из 2022. било је 7.423 становника.
Овде се налазе Капела Дудварски и Српска православна црква Вазнесења Христовог у Ади.

## Историја
Из пописа Потиске војне границе из 1748. године Шанац "Острово" (Ада) има 178 граничара коњаника. Од тога 61 их је било изван војне службе. Активни припадници - њих 117, били су неједнако опремљени; само 50 их је имало потпуну коњичку војну опреме. Штаб су чинили официри њих шест, на челу са поручником Ристом Мирковићем и заставником Николом Дудварским. Када је реч о пешадији, било је 1748. године у месту 144 граничара. Тројица су стигла од Коморске власти а остали су ту од раније били. Пуну опрему је имало 49, а непотпуну 82 граничара.Официри су били: капетан Петар Јулинац, поручник Марко Милисављевић и заставник Теодор Мирковић. Током појединачног изјашњавања граничарских официра у вези будућег статуса, почетком новембра 1750. године за милитарски статус су се определи месни официри: хаднађи Риста Мирковић, Марко Милосављевић и Стеван Мајновић, те барјактари Никола Дудварски и Тодор Томин.
Дудварски су били Срби стари племићи у Ади. Њихов родоначелник је Никола Дудварски граничарски заставник рођен 1709-1710. године. Постао је заставник 1739. године након вишегодишњег служења у Темишвару. У Осијеку је службовао до 1743. године, па премештен у Острово. Године 1750. определио се за провинцијални сталеж. Следеће 1751. године добио је племићку титулу и 44 ланца земље у Острову.
У Ади је почетком априла 1854. године избио велики пожар током којег је страдало 300 домова. Новосадски лист "Србски дневник" се тада обраћао јавности тражећи помоћ за пострадале у Ади.

## Демографија
У насељу Ада живи 8544 пунолетна становника, а просечна старост становништва износи 40,9 година (39,2 код мушкараца и 42,5 код жена). У насељу има 4093 домаћинства, а просечан број чланова по домаћинству је 2,58.
Ово насеље је углавном насељено Мађарима (према попису из 2002. године), а у последња три пописа, примећен је пад у броју становника.
|             | \| Демографија[5] \| Демографија[5] \| Демографија[5] \| \| Година \| Становника \| Становника \| \| -------------- \| -------------- \| -------------- \| \| 1948. \| 10.800 \| \| \| 1953. \| 10.935 \| \| \| 1961. \| 11.472 \| \| \| 1971. \| 12.347 \| \| \| 1981. \| 12.331 \| \| \| 1991. \| 12.078 \| 11.849 \| \| 2002. \| 10.547 \| 11.067 \| \| 2011. \| 9.564 \| \| |            |
| Демографија | |            |
| Година      | Становника | Становника |
| 1948.       | 10.800 |            |
| 1953.       | 10.935 |            |
| 1961.       | 11.472 |            |
| 1971.       | 12.347 |            |
| 1981.       | 12.331 |            |
| 1991.       | 12.078 | 11.849     |
| 2002.       | 10.547 | 11.067     |
| 2011.       | 9.564 |            |

| Етнички састав према попису из 2002.‍ | Етнички састав према попису из 2002.‍ | Етнички састав према попису из 2002.‍ | Етнички састав према попису из 2002.‍ | Етнички састав према попису из 2002.‍ |
| ------------------------------------ | ------------------------------------ | ------------------------------------ | ------------------------------------ | ------------------------------------ |
|                                      |                                      |                                      |                                      |                                      |
| Мађари                               | Мађари                               |                                      | 8.744                                | 82,90%                               |
| Срби                                 | Срби                                 |                                      | 1.106                                | 10,48%                               |
| Југословени                          | Југословени                          |                                      | 216                                  | 2,04%                                |
| Роми                                 | Роми                                 |                                      | 117                                  | 1,10%                                |
| Хрвати                               | Хрвати                               |                                      | 43                                   | 0,40%                                |
| Албанци                              | Албанци                              |                                      | 27                                   | 0,25%                                |
| Црногорци                            | Црногорци                            |                                      | 21                                   | 0,19%                                |
| Муслимани                            | Муслимани                            |                                      | 14                                   | 0,13%                                |
| Словаци                              | Словаци                              |                                      | 10                                   | 0,09%                                |
| Немци                                | Немци                                |                                      | 10                                   | 0,09%                                |
| Румуни                               | Румуни                               |                                      | 7                                    | 0,06%                                |
| Буњевци                              | Буњевци                              |                                      | 4                                    | 0,03%                                |
| Украјинци                            | Украјинци                            |                                      | 3                                    | 0,02%                                |
| Словенци                             | Словенци                             |                                      | 3                                    | 0,02%                                |
| Бошњаци                              | Бошњаци                              |                                      | 3                                    | 0,02%                                |
| Руси                                 | Руси                                 |                                      | 1                                    | 0,00%                                |
| непознато                            | непознато                            |                                      | 16                                   | 0,15%                                |

| Година пописа     | 1948. | 1953. | 1961. | 1971. | 1981. | 1991. | 2002. |
| ----------------- | ----- | ----- | ----- | ----- | ----- | ----- | ----- |
| Број домаћинстава | 3.400 | 3.691 | 3.917 | 4.213 | 4.563 | 4.513 | 4.093 |

| Број чланова      | 1   | 2     | 3   | 4   | 5   | 6  | 7 | 8 | 9 | 10 и више | Просек |
| ----------------- | --- | ----- | --- | --- | --- | -- | - | - | - | --------- | ------ |
| Број домаћинстава | 935 | 1.251 | 835 | 835 | 177 | 50 | 7 | 1 | 1 | 1         | 2,58   |

| Пол    | Укупно | Неожењен/Неудата | Ожењен/Удата | Удовац/Удовица | Разведен/Разведена | Непознато |
| ------ | ------ | ---------------- | ------------ | -------------- | ------------------ | --------- |
| Мушки  | 4.242  | 1.203            | 2.662        | 177            | 195                | 5         |
| Женски | 4.723  | 796              | 2.700        | 937            | 279                | 11        |
| УКУПНО | 8.965  | 1.999            | 5.362        | 1.114          | 474                | 16        |

| Пол    | Укупно                    | Пољопривреда, лов и шумарство | Рибарство                            | Вађење руде и камена | Прерађивачка индустрија       |
| ------ | ------------------------- | ----------------------------- | ------------------------------------ | -------------------- | ----------------------------- |
| Мушки  | 2.117                     | 486                           | 2                                    | 0                    | 1.047                         |
| Женски | 1.538                     | 164                           | 0                                    | 0                    | 700                           |
| УКУПНО | 3.655                     | 650                           | 2                                    | 0                    | 1.747                         |
| Пол    | Производња и снабдевање   | Грађевинарство                | Трговина                             | Хотели и ресторани   | Саобраћај, складиштење и везе |
| Мушки  | 7                         | 80                            | 201                                  | 31                   | 38                            |
| Женски | 0                         | 14                            | 166                                  | 26                   | 15                            |
| УКУПНО | 7                         | 94                            | 367                                  | 57                   | 53                            |
| Пол    | Финансијско посредовање   | Некретнине                    | Државна управа и одбрана             | Образовање           | Здравствени и социјални рад   |
| Мушки  | 8                         | 18                            | 67                                   | 45                   | 38                            |
| Женски | 38                        | 35                            | 67                                   | 136                  | 144                           |
| УКУПНО | 46                        | 53                            | 134                                  | 181                  | 182                           |
| Пол    | Остале услужне активности | Приватна домаћинства          | Екстериторијалне организације и тела | Непознато            | Непознато                     |
| Мушки  | 27                        | 1                             | 0                                    | 21                   | 21                            |
| Женски | 26                        | 3                             | 1                                    | 3                    | 3                             |
| УКУПНО | 53                        | 4                             | 1                                    | 24                   | 24                            |

## Галерија
- Мост преко Тисе у Ади.
- Основна школа Чех Карољ у Ади
- Зграда Задружног дома
- Споменик у центру Аде
- Споменик Дамјанич Јаношу
- Спомен плоча палим борцима током Другог светског рата
- Православна црква Вазнесења Господњег
- Дом здравља
- Католичка црква
- Споменик поред католичке цркве

## Спорт
- ФК АФК Ада
- ЖРК Халас Јожеф
- РК Потисје

## Занимљивости
Године 1927. тројица становника Аде, мађарске националности Шандор Капалош, Фабијан Керестеш и Андраш Решоцки су направило уметничко дело. Од белог мермера исклесали су ти "обични сељаци" попрсје почившег српског краља Петра Карађорђевића. Биста је требало да буде допремљена у београдски Народни музеј.